# Bonnie Somerville
Bonnie Somerville, född 24 februari 1974, är en amerikansk skådespelare och sångerska. Hon har medverkat i ett antal filmer och TV-serier, särskilt NYPD Blue, Grosse Pointe, Vänner, The OC, Cashmere Mafia, Kitchen Confidential, Without a Paddle och Golden Boy. Hon spelade huvudrollen som Dr. Christa Lorenson under säsong ett av CBS medicinska drama Code Black.

## Biografi
Somerville föddes och växte upp i Brooklyn i New York City. Hon började agera och sjunga i unga år och uppträdde i skolpjäser på Poly Prep Country Day School i Bay Ridge i Brooklyn. Somerville gick sedan på Boston College där hon läste Musical Theatre och satsade därefter på en professionell skådespelarkarriär. 

## Karriär
Somerville uppmärksammades av en talangscout då hon arbetade som servitris. Vid 22 års ålder flyttade hon till Los Angeles, startade ett band och fick en agent. Hon sjöng bakgrundssång på Joshua Radins första album, We Were Here. Hennes låt "Winding Road" inkluderades på soundtracket till Garden State, en film skriven och regisserad av Zach Braff. 
Somervilles första skådespelarjobb var som extra i filmen City Hall 1996. Hennes första stora roll för TV var för huvudrollen i CBS- miniserierna Shake, Rattle and Roll: An American Love Story (1999), där hon också sjöng. År 2000 spelade Somerville i serien Grosse Pointe och spelade senare Rachel Hoffman, en kollega från Sandy Cohen, under säsong en av OC. 
Somerville hade en återkommande roll som Ross Gellers flickvän, Mona, i sju avsnitt i säsong 8 av Vänner. Under den sista säsongen (2004–05) av NYPD Blue hade hon en biroll som Det. Laura Murphy. Hon medverkade totalt i femton avsnitt. 
2005 spelade Somerville en huvudroll i den kortlivade sitcomserien Kitchen Confidential mot Bradley Cooper. 2008 spelade hon huvudrollen i ABC- dramat Cashmere Mafia, tillsammans med Lucy Liu, Miranda Otto och Frances O'Connor. Hon gästspelade också i CBS:s Gary Unmarried. 
Somerville hade små roller i filmerna Spider-Man 2, Without a Paddle, Bedazzled, Shades of Ray, The Ugly Truth och Labor Pains. Hon hade en huvudroll i den oberoende komediefilmen The Best and the Brightest 2010, tillsammans med Neil Patrick Harris och Amy Sedaris. Hon spelade Sam, som flyttar till New York med sin partner Jeff (Harris) och försöker få deras femåriga dotter till en elit privat dagis. I juni 2010 dök Somerville upp i ett avsnitt av Royal Pains. 
2011 spelade Somerville i Hallmark Channels jul-TV-filme A Holiday Engagement, där hon sjunger låten " Angels We Have Heard On High ". 
2013 spelade Somerville detektiv Mackenzie på CBS Golden Boy som sändes under en säsong. 
Somerville är sångare i gruppen Band from TV med Greg Grunberg, Bob Guiney, James Denton, Hugh Laurie, Jesse Spencer, Barry Sarna, Brad Savage, Rich Winer och Chris Kelley.

## Filmografi

### Filmer
| År   | Titel                            | Roll                | Noter            |
| ---- | -------------------------------- | ------------------- | ---------------- |
| 2000 | Crime and Punishment in Suburbia | Stuck Up Girl       |                  |
| 2000 | Bedazzled                        | Girl at Beer Garden |                  |
| 2000 | Sleep Easy, Hutch Rimes          | Julie Proudfit      |                  |
| 2004 | Spider-Man 2                     | Screaming Woman     |                  |
| 2004 | Without a Paddle                 | Denise              |                  |
| 2006 | Jump                             | Sam Boyd            |                  |
| 2008 | Shades of Ray                    | Noelle Wilson       |                  |
| 2009 | Labor Pains                      | Suzi Cavendish      |                  |
| 2009 | The Ugly Truth                   | Elizabeth           |                  |
| 2009 | Nobody                           | Fiona               |                  |
| 2010 | Chasing Zero                     | Dr. Diane Rider     | Kortfilm         |
| 2010 | The Best and the Brightest       | Sam                 |                  |
| 2010 | The Search for Santa Paws        | Kate Hucklebuckle   | Video            |
| 2012 | Treasure Buddies                 | Mala (röst)         | Video            |
| 2012 | Seven Below                      | Brooklyn            |                  |
| 2012 | Santa Paws 2: The Santa Pups     | Mrs. Paws (röst)    |                  |
| 2012 | Fire with Fire                   | Karen Westlake      |                  |
| 2014 | The Prince                       | Susan               |                  |
| 2015 | Pearly Gates                     | Sharon              |                  |
| 2016 | Pup Star                         | Emily Rose          | Video            |
| 2016 | Love You Like Christmas          | Maddie              |                  |
| 2018 | A Star Is Born                   | Sally Cummings      | Borttagna scener |

### TV
| År      | Titel                                          | Roll               | Noter                               |
| ------- | ---------------------------------------------- | ------------------ | ----------------------------------- |
| 1998    | Two Guys and a Girl                            | Cindy              | "Two Guys, a Girl and a Homecoming" |
| 1999    | Beverly Hills, 90210                           | Mary               | "Dog's Best Friend"                 |
| 1999    | Shake, Rattle and Roll: An American Love Story | Lyne Danner        | TV film (CBS)                       |
| 2000–01 | Grosse Pointe                                  | Courtney Scott     | Huvudroll (17 avsnitt)              |
| 2001    | Tikiville                                      |                    | TV film                             |
| 2001    | This Could Work                                |                    | TV film (NBC)                       |
| 2001    | Count Me In                                    | Emmy               | TV film (NBC)                       |
| 2001–02 | Friends                                        | Mona               | Återkommande roll (säsong 8)        |
| 2002–03 | In-Laws                                        | Alex Pellet Landis | Huvudroll (15 avsnitt)              |
| 2003    | Jack's House                                   | Wendy              | TV film (Fox)                       |
| 2003    | The Twilight Zone                              | Donna Saicheck     | "How Much Do You Love Your Kid?"    |
| 2003    | The O.C.                                       | Rachel Hoffman     | Återkommande roll (säsong 1)        |
| 2004–05 | NYPD Blue                                      | Det. Laura Murphy  | Huvudroll (säsong 12)               |
| 2005–06 | Kitchen Confidential                           | Mimi               | Huvudroll (13 avsnitt)              |
| 2006    | Jake in Progress                               | Laura Wiles        | "Notting Hell"                      |
| 2006    | The Danny Comden Project                       | SAM                | TV film (ABC)                       |
| 2006    | Wedding Wars                                   | Maggie Welling     | TV film                             |
| 2008    | Cashmere Mafia                                 | Caitlin Dowd       | Huvudroll (7 avsnitt)               |
| 2009    | Gary Unmarried                                 | Leah               | "Gary Shoots Fish in a Barrel"      |
| 2009    | Off Duty                                       | Kim Roberts        | TV film (NBC)                       |
| 2010    | Royal Pains                                    | Mindy              | "Medusa"                            |
| 2011    | Holiday Engagement                             | Hillary Burns      | TV film (Hallmark)                  |
| 2011    | Other People's Kids                            | Michelle           | TV film (ABC)                       |
| 2012    | The Mentalist                                  | Eve Mulberry       | "At First Blush"                    |
| 2013    | Golden Boy                                     | Det. Deb McKenzie  | Huvudroll (13 avsnitt)              |
| 2014    | Mom's Day Away                                 | Laura Miller       | TV film (Hallmark)                  |
| 2015    | Motive                                         | Erica Grey         | "Calling the Shots"                 |
| 2015    | Criminal Minds                                 | Colleen Sullivan   | "Beyond Borders"                    |
| 2015–16 | Code Black                                     | Christa Lorenson   | Huvudroll (säsong 1)                |
| 2016    | Love You Like Christmas                        | Maddie Duncan      | TV film (Hallmark)                  |
| 2017    | Law & Order: Special Victims Unit              | Heidi Sorenson     | "The Newsroom"                      |

## Diskografi
Songs from Another Life EP (2009) 